# 17.ª etapa del Giro de Italia 2025
La 17.ª etapa del Giro de Italia 2025 tuvo lugar el 28 de mayo de 2025 y consistió en una etapa de montaña con inicio en la localidad italiana de San Michele all'Adige y final en la localidad de Bormio, sobre un recorrido de 155 km. El vencedor fue el mexicano Isaac Del Toro del equipo UAE Team Emirates XRG que además consiguió mantenerse como líder de la carrera.

## Clasificación de la etapa[2]
| San Michele all'Adige - Bormio | etapa de montaña | (155 km) |

| \| Clasificación de la etapa \| Clasificación de la etapa \| Clasificación de la etapa \| Clasificación de la etapa \| Clasificación de la etapa \| \| Ciclista \| Ciclista \| Equipo \| Tiempo \| \| \| ------------------------- \| ------------------------- \| -------------------------- \| ------------------------- \| ------------------------- \| \| 1.º \| Isaac Del Toro \| UAE Team Emirates XRG \| 3 h 58 min 48 s \| \| \| 2.º \| Romain Bardet \| Team Picnic-PostNL \| + 4 s \| \| \| 3.º \| Richard Carapaz \| EF Education-EasyPost \| + 4 s \| \| \| 4.º \| Simon Yates \| Team Visma \\| Lease a Bike \| + 15 s \| \| \| 5.º \| Giulio Pellizzari \| Red Bull-Bora-Hansgrohe \| + 16 s \| \| \| 6.º \| Derek Gee \| Israel-Premier Tech \| + 16 s \| \| \| 7.º \| Damiano Caruso \| Bahrain Victorious \| + 16 s \| \| \| 8.º \| Einer Rubio \| Movistar Team \| + 16 s \| \| \| 9.º \| Max Poole \| Team Picnic-PostNL \| + 16 s \| \| \| 10.º \| Afonso Eulálio \| Bahrain Victorious \| + 56 s \| \| |                   |                            |                 |
| |                   |                            |                 |
| Fuente: ProCyclingStats |                   |                            |                 |
| Clasificación de la etapa |                   |                            |                 |
| Ciclista | Ciclista          | Equipo                     | Tiempo          |
| 1.º | Isaac Del Toro    | UAE Team Emirates XRG      | 3 h 58 min 48 s |
| 2.º | Romain Bardet     | Team Picnic-PostNL         | + 4 s           |
| 3.º | Richard Carapaz   | EF Education-EasyPost      | + 4 s           |
| 4.º | Simon Yates       | Team Visma \| Lease a Bike | + 15 s          |
| 5.º | Giulio Pellizzari | Red Bull-Bora-Hansgrohe    | + 16 s          |
| 6.º | Derek Gee         | Israel-Premier Tech        | + 16 s          |
| 7.º | Damiano Caruso    | Bahrain Victorious         | + 16 s          |
| 8.º | Einer Rubio       | Movistar Team              | + 16 s          |
| 9.º | Max Poole         | Team Picnic-PostNL         | + 16 s          |
| 10.º | Afonso Eulálio    | Bahrain Victorious         | + 56 s          |

## Clasificaciones al final de la etapa

### Clasificación general(Maglia Rosa)[3]
| \| Clasificación general \| Clasificación general \| Clasificación general \| Clasificación general \| Clasificación general \| \| Ciclista \| Ciclista \| Equipo \| Tiempo \| \| \| --------------------- \| --------------------- \| -------------------------- \| --------------------- \| --------------------- \| \| 1.º \| Isaac Del Toro \| UAE Team Emirates XRG \| 65 h 30 min 34 s \| \| \| 2.º \| Richard Carapaz \| EF Education-EasyPost \| + 41 s \| \| \| 3.º \| Simon Yates \| Team Visma \\| Lease a Bike \| + 51 s \| \| \| 4.º \| Derek Gee \| Israel-Premier Tech \| + 1 min 57 s \| \| \| 5.º \| Damiano Caruso \| Bahrain Victorious \| + 3 min 06 s \| \| \| 6.º \| Egan Bernal \| Ineos Grenadiers \| + 4 min 43 s \| \| \| 7.º \| Giulio Pellizzari \| Red Bull-Bora-Hansgrohe \| + 5 min 02 s \| \| \| 8.º \| Einer Rubio \| Movistar Team \| + 6 min 09 s \| \| \| 9.º \| Adam Yates \| UAE Team Emirates XRG \| + 7 min 45 s \| \| \| 10.º \| Michael Storer \| Tudor Pro Cycling Team \| + 7 min 46 s \| \| |                   |                            |                  |
| |                   |                            |                  |
| Fuente: ProCyclingStats |                   |                            |                  |
| Clasificación general |                   |                            |                  |
| Ciclista | Ciclista          | Equipo                     | Tiempo           |
| 1.º | Isaac Del Toro    | UAE Team Emirates XRG      | 65 h 30 min 34 s |
| 2.º | Richard Carapaz   | EF Education-EasyPost      | + 41 s           |
| 3.º | Simon Yates       | Team Visma \| Lease a Bike | + 51 s           |
| 4.º | Derek Gee         | Israel-Premier Tech        | + 1 min 57 s     |
| 5.º | Damiano Caruso    | Bahrain Victorious         | + 3 min 06 s     |
| 6.º | Egan Bernal       | Ineos Grenadiers           | + 4 min 43 s     |
| 7.º | Giulio Pellizzari | Red Bull-Bora-Hansgrohe    | + 5 min 02 s     |
| 8.º | Einer Rubio       | Movistar Team              | + 6 min 09 s     |
| 9.º | Adam Yates        | UAE Team Emirates XRG      | + 7 min 45 s     |
| 10.º | Michael Storer    | Tudor Pro Cycling Team     | + 7 min 46 s     |

### Clasificación por puntos(Maglia Ciclamino)[4]
| Clasificación por puntos | Clasificación por puntos | Clasificación por puntos | Clasificación por puntos | Clasificación por puntos |
| Ciclista                 | Ciclista                 | Equipo                   | Puntos                   |                          |
| ------------------------ | ------------------------ | ------------------------ | ------------------------ | ------------------------ |

### Clasificación de la montaña(Maglia Azzurra)[5]
| Clasificación de la montaña | Clasificación de la montaña | Clasificación de la montaña | Clasificación de la montaña | Clasificación de la montaña |
| Ciclista                    | Ciclista                    | Equipo                      | Puntos                      |                             |
| --------------------------- | --------------------------- | --------------------------- | --------------------------- | --------------------------- |

### Clasificación de los jóvenes(Maglia Bianca)[6]
| Clasificación del mejor joven | Clasificación del mejor joven | Clasificación del mejor joven | Clasificación del mejor joven | Clasificación del mejor joven |
| Ciclista                      | Ciclista                      | Equipo                        | Tiempo                        |                               |
| ----------------------------- | ----------------------------- | ----------------------------- | ----------------------------- | ----------------------------- |

### Clasificación por equipos"Súper team"[7]
| Clasificación por equipos | Clasificación por equipos | Clasificación por equipos | Clasificación por equipos |
| Equipo                    | Equipo                    | Tiempo                    |                           |
| ------------------------- | ------------------------- | ------------------------- | ------------------------- |

## Abandonos
- Lucas Plapp (Team Jayco AlUla) abandonó durante el transcurso de la etapa.
- Jay Vine (UAE Team Emirates XRG) abandonó durante el transcurso de la etapa.